# ابن بطة القمي
محمد بن جعفر بن أحمد بن بطة، المعروف باسم ابن بُطة القمي، هو محدث شيعي من القرن الرابع الهجري.

## قالوا عنه
- قال النجاشي:[1] | ابن بطة القمي | محمد بن جعفر بن أحمد بن بطة المؤدب، أبو جعفر القمي، كان كبير المنزلة بقم، كثير الأدب والفضل والعلم، يتساهل في الحديث، ويعلق الأسانيد بالإجازات، وفي فهرست ما رواه غلط كثير. | ابن بطة القمي |
- قال ابن الوليد:[2] | ابن بطة القمي | كان محمد بن جعفر بن بطة ضعيفا مخلطا فيما يسنده. | ابن بطة القمي |

## علمه بالحديث
سمع ابن بُطة القمي الحديث عن كلًا من :
- أحمد بن‌ محمد بن خالد البرقي[3]
- محمد بن الحسن الصفار[4]
- محمد بن‌ علي بن‌ محبوب‌[5]
- محمد بن‌ عبد الله‌ بن‌ عمران‌[6]
- محمد بن‌ أحمد بن‌ يحيي[7]
- الحسن‌ بن‌ علي بن‌ شعيب‌ الصايغ‌[8]
- حسين‌ بن‌ الحسن‌ بن‌ أبان‌ القمي[9]

وحدث عنه الحديث كلًا من :
- الحسن‌ بن‌ حمزة العلوي‌ الطبري‌[10]
- أبو المفضل‌ محمد بن‌ عبد الله‌ بن‌ المطلب‌ الشيباني[10]
- سمع‌ بن‌ الحاتم‌[11]
- جعفر بن‌ الحسين‌[12]
- أحمد بن‌ هارون‌ الفامي[13]
- جعفر بن‌ محمد بن‌ المسرور[14]